# Iljiczowskij (obwód samarski)
Iljiczowskij (ros. Ильичёвский) – osiedle w Rosji, w obwodzie samarskim, w rejonie aleksiejewskim. W 2010 liczyło 443 mieszkańców.